# ألبرت ويزلي جونسون
ألبرت ويزلي جونسون هو مؤرخ كندي، ولد في 18 أكتوبر 1923 في Insinger, Saskatchewan ‏ في كندا، وتوفي في 9 نوفمبر 2010 في أوتاوا في كندا.